# 原西孝幸
原西 孝幸（はらにし たかゆき、1971年〈昭和46年〉3月5日 - ）は、日本のお笑いタレント。お笑いコンビ・FUJIWARAのボケ担当。相方は藤本敏史。身長 175 cm、体重 70 kg。大阪府寝屋川市出身。吉本興業所属。奈良大学文学部地理学科中退。吉本総合芸能学院（NSC）8期生。IQ135以上。

## 人物・エピソード
- バラエティ番組では一発ギャグを披露することが多い。持ちギャグは自称「1兆個」ある[4]。
- コンビ結成当初はツッコミを担当していた。
- 弟が1人いる。
- 趣味は釣り・キックボクシング・ゴルフ・フィギュア集め。ダンスも得意としている。
- 性に対する欲は弱いが、もし相手を選べるなら鈴木京香とテレビ番組内で告白した。
- 幼少時代から体操・剣道・水泳・バスケットボール・ラグビーなど様々なスポーツを習っていた。
- 2002年に高校時代の同級生の女性と結婚し、娘が2人いる。原西は結婚式に相方の藤本を呼びたいと訴えたが、妻が「あの人昔から嫌いやねん、生理的に無理やねん。あの人来るくらいやったらもう結婚せえへん」と頑なに拒否し、結局藤本は呼ばれなかった[5]。
- お小遣い制であり、金額はその月の収入によって変化し、1ヶ月に3万円から5万円[6]でやりくりしている。金欠時には自身や娘のニンテンドーDSのゲームソフトをブックオフに売りに行ったこともある[7]。
- なかやまきんに君の芸名の命名者である[8]。
- 2016年1月1日放送の『芸能人格付けチェック2016大予選会』（テレビ朝日）でIQ検査を受けた際、出演芸人27人の中でトップのIQ135を叩き出した。専門家から「記憶力と物事を判断する能力が1位。芸人になっていなかったら学者になっていたかもしれない。」と絶賛された[9]。
- 2023年6月23日に放送されたバラエティ番組「チコちゃんに叱られる！」に出演した際にも原西のIQについて取り上げられ。番組はこの日、「“頭がいい”とはどういうことか」をテーマに進行。街の声などでも「頭がいい＝IQ（知能指数）が高い」と考えている人が少なくないことから、「6年以上前に測ったときはIQ135ありました」と語る原西が登場し、知能指数の検査で問われる「流動性推理」（未知の状況に対して答えを導く問題解決力）、「ワーキングメモリー」（情報を一時的に記憶し処理する能力）、「言語理解」（ことばを聞いて理解し考える力などに関わる能力）について、IQが高い人はこうした能力が本当に優れているのか、検証を行った。結果は「流動性推理」「言語理解」には高い能力を発揮、「ワーキングメモリー」では好結果とはいかなかったが、専門家によると、当然、IQが高くても得意・不得意の分野はある、とのこと。原西の場合、「流動性推理」「言語理解」については、答えを導き出すスピードの速さに、スタジオの面々は驚きの声を上げるほどだった。なお、番組に登場した専門家は「IQが高い＝頭がいい」という考え方を否定した。そもそもIQとは「1905年にフランスのアルフレッド・ビネという心理学者が開発したもの。その目的は学校教育が浸透していく中で、特別な支援が必要な生徒を見つけ出すこと」であり、専門家は「知能検査やIQの本来の目的は、人より苦手な分野があることや、学校教育での理解の進みが遅いことなどといった、その子の個性を理解し必要な支援を与えるヒントにする、ということ」「人間の知能の限界を計測しようとか、そういう目的で生まれたものではないので、IQの高さだけで頭のよさを議論するのはお門違い」と語った[10]。
- 2021年4月20日より自身のXを開設。
- 『3年B組金八先生』（TBS）の大ファンである。好きすぎるがあまり、寝る前や移動中など暇な時間を見つけてはiPodに取り込んだ金八の説教や、ただ出席を取るだけの音声を聞いている。また『吉本超合金』（テレビ東京）にて「3年B組ゴリ八先生」というパロディコントを被露したこともある。
- 猫が好きで現在猫を3匹を飼っている。独身時代にも2匹飼っていた。
- 2021年にYouTube『FUJIWARA超合キーン』の企画で、約15年ぶりに髪型のイメージチェンジを行った[11]。
- 過去に金髪にしていた時期がある。その理由は売れたいという一因から、田村亮（ロンドンブーツ1号2号）の金髪を真似でするようになった。しかし、その影響で頭皮が傷んでしまい薄毛の一因となってしまった[12]。
- ー時期禁酒を行っていたことがあり、この間は代わりにノンアルコールビールを1日8ℓ飲んでいた[13]。
- 若手時代は非常に酒癖が悪く、吉本印天然素材時代、仕事先のホテルで泥酔状態だった原西は眠っていた同期の竹若元博（バッファロー吾郎）の顔に便所と勘違いし用を足してしまった。しかし竹若は「原西、ここ便所ちゃう」と優しく諭すのみでー切怒ることはなかった。またツッコミやいじりが苦手で酔っ払って千原ジュニアをいじろうとして「死ね！」と連発し、相方に「本当に死んだらどうすんねん」と言われ、泣きながら「死んだら嫌や〜！」と叫んでいた。それをつっこまれて「同期が死んだらそりゃ嫌やろ」と語っていた[14]。
- 2007年放送の『ミラクル☆シェイプ』（日本テレビ）にて「クイック&スローダイエット」に挑戦し、30日間で体重9.5kg減、ウエストｰ11cmを記録した。また2018年放送の『名医のTHE太鼓判!』（TBS）では10日間もち麦ダイエットに挑戦し、内臓脂肪130cmから108cmへのシェイプアップに成功している。しかしいずれもその後リバウンドをしている。2020年にはYouTube『ザ・きんにくTV』の企画でなかやまきんに君の指導による。2週間ダイエットに挑戦し、体重3.3キロ減を記録した[15]。
- 相方の藤本が2019年12月31日に木下優樹菜と離婚した際、その報告を発表前日の12月30日に電話で受けた。自身は最初それをドッキリだと思っていた[16]。
- 過去に娘と公園でフリスビーをしたとき、その間違って当たってしまった相手がベビーカーを押している谷原章介だったとある番組内で語った。当時は娘が代わりに谷原に謝罪しに行ったが、同番組内でカメラに向かい、「オレです。すみません。あれオレなんです。すみません」と謝罪した[17]。
- 2023年11月、秋田ノーザンハピネッツの試合イベントに、くまだまさし、スギちゃん、田中直樹らとともに参加した[18]。
- 当時baseよしもとのバスケ部「base Boys」のメンバーだった[19]。
- 高さ50メートルからバンジージャンプに挑戦した際、スタッフのシミュレーションミスでゴムが緩く地面に足がついたことがある。その瞬間「体が全部ちぎれた」と感じるほど衝撃だったと本人が語っている。なお、この経験から作られたギャグが存在する[20]。
- 2023年12月に東野・岡村の旅猿の番組内で本マグロ120kgを釣り上げた[21]。

## プリキュア好き
娘に付き合って女児向けアニメ『プリキュア』を観ていたが、後に娘よりも原西自身の方が当作品に夢中になり、バラエティ番組内でプリキュアの変身の振りと決め台詞を真面目に全力で披露している。そのクオリティはかなり高く本人もウケ狙いのつもりは全くないが、顔芸のような表情とオリジナルよりもオーバーアクション（アニメーションのため再現しにくいこともある）のため、笑いが起きる。また、娘のためにとマネージャーに「プリキュアの仕事を入れてくれへんか」と依頼を続けていた。
こうしたアプローチが実ってか、2011年放送の『スイートプリキュア♪』制作発表では「プリキュア応援団」として相方の藤本とともに登場。プリキュアに対する熱弁をふるい、「プリキュアに実写で出たい」と発言すると藤本からツッコミを入れられ、自ら考えた「キュアト音記号」なる変身ポーズを披露すると、主演声優の小清水亜美と折笠富美子の2人からダメ出しを食らう結果となった。結局『スイート』に出演することは叶わなかったものの、次作『スマイルプリキュア!』の2012年5月27日放送分の17話において相方の藤本とともに本人役として念願の『プリキュア』への出演を果たし、「ナチュラルパワーは野生の力! キュアゴリラ!」と変身のモノマネをアニメ内でも披露した。その後、2018年12月2日放送分の『HUGっと!プリキュア』の第42話においても、観客としてカメオ出演を果たした。
『プリキュア』に念願の出演を果たしたことによって、一部の熱狂的なプリキュアファンから「神」と崇められるようになった。また娘と一緒に出掛けたプリキュアイベントではそんな彼らに周囲を取り囲まれ、原西親子の目の前でオタ芸が繰り広げられた。初めて見る異常な姿に娘はパニックになり「お父さんが呪われる～!!」と絶叫した。
『知ってるor知ったか?クイズ!バレベルの塔』に「自称プリキュア賢者」として出演したが、結果はLv5で失敗し「知ったか」で終わっている。
2019年9月14日にNHK BSプレミアムで放送された『発表!全プリキュア大投票』キャラクター部門にて、「FUJIWARA原西」が第3位にランクインしている。
一緒に仲良く観ていた長女もやがて成長と共にプリキュアを見なくなり、次に次女が観始めるまでの期間はしばらく一人で鑑賞していた。
「FUJIWARA超合キーン」の中でも度々プリキュアに関連する企画を発信しており、2023年9月には『映画 プリキュアオールスターズF』の宣伝の一環としてYouTubeの『東映映画チャンネル』にて「みんな集まれ！プリキュアゼミナール」が全6回配信され、原西は歴代の作品の解説を行う講師として出演している。

## 母・尚子について
原西の母・尚子は、その強烈かつ陽気なキャラクターで『吉本超合金』（テレビ大阪）など数々のバラエティ番組に出演。『超合金』では罰ゲーム（番組では「LOVEゲーム」と呼称）も受けたりした。2006年に『ロンドンハーツ』（テレビ朝日）で全国ネットの番組への出演を果たした。『リンカーン』（TBS系）に出演した際にはさまぁ〜ず・大竹一樹とデートしたり、水着姿やブルマー姿を披露し水中で49秒間息を止めたりした。リアクションやカメラ割りを意識したりと若手芸人を凌駕するプロ根性の持ち主で、ダウンタウンの松本人志は彼女のことを「プロ（の芸人）」と呼んでいる。持ちギャグは息子を上回り自称「2兆個」ある。しかし、2008年12月3日に尚子は不整脈発作のため62歳で急逝した。2日前の12月1日に収録された『痛快!明石家電視台』（MBS）が最後のテレビ出演・親子の共演となった。

## 主な出演作品

### テレビ
バラエティ
- よしもとゴルフ倶楽部（TOKYO MX）
- リカちゃん ハッピースクール→リカちゃん ハッピー×2スクール（キッズステーション）- 生徒役として出演[25]
- おはスタ 第1部（2012年4月 - 2013年3月、テレビ東京）
- ニンゲン観察バラエティ モニタリング（TBS）- 準レギュラー
- アメトーーク!（テレビ朝日）- 不定期出演[26]
- 千原ジュニアの座王（関西テレビ）- プレイヤーとして不定期出演
- 水曜日のダウンタウン（TBS）- パネラー・VTRなどとして不定期出演
- 岡村・亮・原西の日本爆釣り!原西フィッシング倶楽部（BSフジ、2018年12月30日 - ）[27]
- FUJIWARA原西と行く!ふくしま釣りクラブ!! 〜おいしい海の幸が舞う宝の海〜（BSよしもと、2025年2月28日）[28]

### ドラマ
- 危険なアネキ（2005年10月17日 - 12月、フジテレビ）
- 世にも奇妙な物語 20周年スペシャル・春 〜人気番組競演編〜「もうひとりのオレ」（2010年、フジテレビ） - 本人 役
- ざっくり戦士ピラメキッド（2010年、テレビ東京（ピラメキーノG内）） - 西黒 / 白黒怪人ギャグター（声）役
- 放送局占拠 第1話（2025年7月12日、日本テレビ） - バスジャックの犯人 役[29]

### 映画
- 大日本人（2007年、松本人志監督） - 匂ウノ獣 役
- 天使がくれたもの（2007年、中田信一郎監督） - 聖の父 役
- カナリア（2007年、松本康太監督）
- お墓に泊まろう!（2010年、伊藤隆行監督）
- オムライス（木村祐一監督）
- 白鳥が笑う（2015年、奥山大史監督）- 白鳥おじさん 役
- 透子のセカイ（2020年、曽根剛監督）

### CM
- アンファー 「スカルプD 薄毛談義」（2009年）
- リクルート「FromA Navi」（2012年）
- バンダイ「バチ魂バット」（2014年）
- 日本コカ・コーラ「ジョージア　贅沢ミルクコーヒー」Web CM（2024年 - ）

### 舞台
- めんたいぴりり～博多座版～未来永劫編（2019年3月30日 - 4月21日、博多座[30]） - 野々村 役（ワッキーとのWキャスト）[31]
  - めんたいぴりり 未来永劫編（2019年9月22日 - 29日、明治座[30]） - 野々村 役（ワッキーとのWキャスト）[32]
- ミュージカル「浜村渚の計算ノート」（2021年12月27日 - 30日、梅田芸術劇場シアター・ドラマシティ / 2022年1月6日 - 8日、IMAホール） - モンキィ・ホール 役
- 聖剣伝説3 TRIALS of MANA THE STAGE（2025年3月7日 - 16日、サンシャイン劇場 / 4月4日 - 6日、COOL JAPAN PARK OSAKA TTホール） - 死を喰らう男 役[33][34]

## 関連作品

### DVD
- やりすぎコージーDVD 6 - 特典映像のみ
- 大輔宮川のすべらない話
- 大輔宮川のすべらない話2
- 人志松本のすべらない話ザ・ゴールデン5
- アメトーーク!DVD 14

### その他
- KODA KUMI LIVE TOUR 2010 -UNIVERSE- 出し映像